# Erlen-Glasflügler

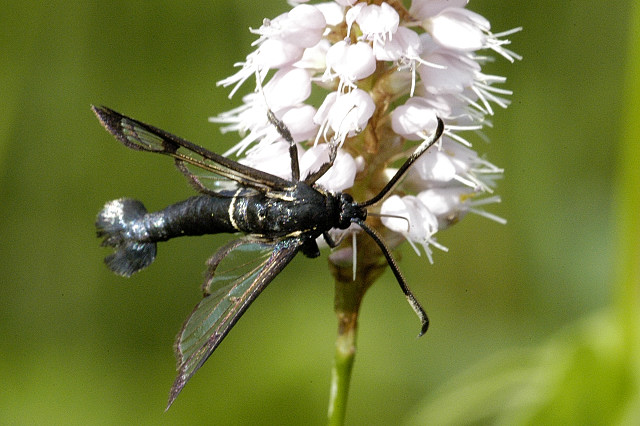
Erlen-Glasflügler an Schlangen-Knöterich-Blütenstand saugend

Der  Erlen-Glasflügler (Synanthedon spheciformis) ist ein Schmetterling aus der Familie der Glasflügler (Sesiidae).

## Merkmale
Die Falter erreichen eine Flügelspannweite von 22 bis 30 Millimetern. Besonders markant sind die gelbweißen Fühlerspitzen. Die Flügel sind durchsichtig, deren Flügeladern, der Mittelfleck und die Ränder sind schwarz. Der Hinterleib ist dunkel beschuppt mit einem gelben Ring auf dem zweiten Segment. Der Afterbüschel ist von schwarzblauer Farbe. Die Eier sind flach, oval und dunkelbraun. Die Raupen sind walzig, nach beiden Seiten abgeflacht, gelbweiß mit braunrotem Kopf. Die Puppe ist hellgelb.

## Ähnliche Arten
Auffälligstes Unterscheidungsmerkmal zu dem sehr ähnlichen  Großen Birken-Glasflügler (Synanthedon scoliaeformis) ist ein schwarzblauer Afterbüschel, der bei scoliaeformis orangegelb ist.

## Vorkommen
Die Art ist fast überall in Europa verbreitet, so auch in Deutschland. Im Gebirge ist sie bis auf eine Höhe von 1500 Metern anzutreffen.
Die Verbreitung erstreckt sich auch auf folgende Länder und Regionen: Im Norden von Schottland bis nördlich des Polarkreises, im Osten bis Sibirien, im Süden von Nord-Portugal, Spanien und Nord-Italien bis zu Teilen des Balkans und im Westen bis Südfrankreich.
Die Tiere kommen bevorzugt in Mooren, Bachauen und erlenreiche Baumgruppen in feuchten Gebieten vor.

## Lebensweise
Der Art benötigt Jungwuchs von Schwarzerle oder Hänge-Birke und besiedelt neue Bestände rasch. Wenn die Bäume zu alt geworden sind, verschwindet die Art wieder. Die tagaktiven Falter sind unscheinbar und saugen gerne an verschiedenen Blüten. Die Raupen bohren sich nach dem Ausschlüpfen aus dem Ei zunächst in Wurzelausschläge junger Bäume, leben den Sommer hindurch im Splintholz unter der Baumrinde und bohren sich im Herbst tiefer in den Wurzelstock, um dort erstmals zu überwintern. Im folgenden Frühjahr dringen sie über einen Fraßgang tiefer in das Holz ein. Die erwachsene Raupe legt vor der zweiten Überwinterung einen Gang mit dem zukünftigen Schlupfloch an. Dort verpuppt sie sich ohne Kokon. Nach dem Ausschlüpfen suchen die Männchen sofort nach den Weibchen, die Pheromone aussenden. Die männlichen Falter fliegen auch gerne Pheromonpräparate an. Zuweilen werden Hunderte, sogar Tausende von einem solchen Köder angelockt.
Bei derartigem Massenauftreten kann die Art in Erlen- oder Birkenbeständen auch schädlich sein.

### Flug- und Raupenzeiten
Die Falter fliegen von Ende Mai bis Ende Juni, die Raupen findet man von Juli bis Mai des übernächsten Jahres. d. h., sie überwintern zweimal.

### Nahrung der Raupen
Die Raupen ernähren sich von den Wurzeln, Rinden und Hölzern folgender Bäume:
- Schwarz-Erle (Alnus glutinosa)
- Hänge-Birke (Betula pendula)
- Moor-Birke (Betula pubescens)
- Grün-Erle (Alnus viridis)
- Grau-Erle (Alnus incana)

## Synonyme
- Sesia spheciformis
- Sesia sphegiformis
- Trochilium spheciformis
- Conopia spheciformis[3]